# Lord-lieutenant de Nairn
Pour les articles homonymes, voir Nairn (homonymie).
Le Lord Lieutenant de Nairn, est le représentant personnel du monarque Britannique dans une area définie depuis 1975 comme étant constituée du district de Nairn, en Écosse. Cette définition a été renouvelée par Lord-Lieutenants (Scotland) Order 1996.Auparavant, la région de la lieutenance était le Comté de Nairn, qui a été supprimé en tant que area du gouvernement local par la Local Government (Scotland) Act 1973. Le district a été créé en vertu de l'acte de 1973 comme un district de la région des Highland à deux niveaux et a été aboli comme une area d'administration locale dans le cadre du Local Government (Scotland) Act 1994, qui a transformé la région des Highlands en une région unitaire council area.

## Liste de Lord Lieutenants de Nairn
- James Brodie, 21e de Brodie 17 mars 1794 – 17 janvier 1824
- William Brodie, 22e de Brodie 9 février 1824 – 6 juin 1873
- James Campbell John Brodie, 12e de Lethen 25 juin 1873 – 25 février 1880
- Hugh Fife Ashley Brodie, 23e de Brodie 25 mars 1880 – 20 septembre 1889
- James Rose 22 novembre 1889 – 16 novembre 1903
- Ian Ashley Morton Brodie, 24e de Brodie 6 novembre 1903 – 1935
- Archibald Leslie-Melville, 13e comte de Leven 8 juillet 1935 – 15 janvier 1947
- John Grahame Buchanan Allardyce 16 avril 1947 – 21 septembre 1949
- Hon. Ian Malcolm Campbell 5 décembre 1949 – 1958
- James Erskine Stirling 4 décembre 1958 – 20 décembre 1968
- Alexander Leslie-Melville, 14e comte de Leven 22 juillet 1969 – 1999
- Ewen John Brodie, 16e de Lethen  9 novembre 1999 – présent